# カロライン・ハーシェル
カロライン・ルクリーシア・ハーシェル（Caroline Lucretia Herschel、1750年3月16日 - 1848年1月9日）は、ドイツ生まれでイギリスで活躍した天文学者である。ウィリアム・ハーシェルの妹であり、兄の助手として天文観測を行い、自らもハーシェル・リゴレー彗星などを発見した。名前の読みは、ドイツ語ではカロリーネ・ルクレティア・ヘルシェルとなる。ジョン・ハーシェルの叔母にあたる。

## 生涯

### 幼少期
1750年、ハノーファーで下位中産階級の一家の第8子、4女カロリーネとして生まれた。父イーザークは庭師の息子から身を起こし、軍楽隊の常任音楽家となった。自然哲学や数学、天文学に興味を持ち、息子たちにも伝えようとした。カロラインは幼い頃父に連れられ星空を見に行き、生まれて初めて彗星を見た。5歳の時天然痘にかかり、生き延びたが顔に痘痕が残った。11歳のころに発疹チフスにかかって発育が阻害され、非常に小柄だった。母アンナと長兄ヤーコプはカロラインをメイドのように扱った。母はカロラインが家事と裁縫以外の技術を身につけることを望まなかった。父は初等学校に通わせて読み書きができるようにすべきだと主張した。基本的なことは教わったが、家事に追われてさらに勉強する時間はなかった。父は1767年に亡くなった。カロラインは22歳で家族に仕える無給の使用人となって生きる覚悟をした。家庭教師として身を立てるのに欠かせないフランス語の学習は母に認められなかった。

### イングランドへ
1771年、兄ウィリアムから手紙が届き、イングランドの温泉町バースで一緒に暮らそうと誘われた。ウィリアムは1757年にイングランドに渡って音楽家として成功していた。カロラインが去った後で必要になる使用人の給金をウィリアムが払うことで、母はカロラインのバース行きを認めた。1772年8月16日、ウィリアムが迎えに来て、二人は馬車で旅立った。ドイツ北部からオランダ経由でイングランドまで馬車と船で10日かかった。
英語がわからず社交的でなかったカロラインは、移住当初孤独だった。歌声を磨き、英語を学び、ウィリアムからも指導を受けた。ハープシコードを独習し、兄の役に立ち音楽の道で成功しようと努力した。カロラインは2年の習練を経て聖歌隊で歌うことを認められた。
ウィリアムは新たに興味を持った天文学でも妹の手助けが必要となった。1774年夏、兄妹はより大きな家に移り、望遠鏡制作をした。ウィリアムはその後2年間で大きな望遠鏡を3台組み立てた。反射望遠鏡には錫と銅の合金を研磨した鏡を使った。正確さが求められ、時間がかかる研磨作業をウィリアムは自ら手がけた。
カロラインは歌の練習のかたわら、兄を手伝えるよう数学の学習を続けた。兄が指揮をして妹が歌う演奏活動をしながら天文学研究をおこなった。1777年3月、ヘンデルのオラトリオ「ユダス・マカベウス」を独唱する2人の女性の枠に選ばれ、初めて自分だけの歌声を披露することになった。1778年にはヘンデルのオラトリオ「メサイア」の公演で首席歌手を務めた。正式な声楽の訓練をほとんど受けず、家事や兄の手伝いに時間を割かれる中、5年でイングランドの音楽界の頂点にのぼりつめた。バーミンガムのフェスティバルで歌うことを求められたこともあった。人気歌手となったが、兄の側を離れず無給で手伝いを続けた。

### 天文学研究の道へ
1781年3月13日の夜、ウィリアムは天王星を発見し、著名な天文学者となった。円盤のような天体を発見したウィリアムは、新たな惑星を発見したと発表する勇気がなく、新しい彗星を発見したとロンドンの王認協会に報告した。その後数ヶ月の入念な観測により、この天体の軌道が計算され、ウィリアムの見立てが証明された。ウィリアムは自らつくった望遠鏡で新たな惑星を発見したのだった。兄妹はヨーロッパ初の太陽系外の観測にとりくんだ天文学者だった。研究には多くの時間と資金が必要で、パトロンを見つける必要があった。1782年3月、ウィリアムはジョージ3世に招かれ、自作の望遠鏡をグリニッジ天文台で披露した。ジョージ3世はウィリアムに年俸200ポンドを認めた1782年にウィリアムがジョージ3世から国王付天文官 (The King's Astronomer) に任命されると、バッキンガムシャー（現バークシャー）のダチェットに移住し、助手を務めた。
王室の援助だけでは生計が立たず、望遠鏡の製造販売で副収入を得た。天文学の書物や論文の原稿料や売上金も収入源だった。カロラインは毎晩望遠鏡と兄のそばで、星図表や天体カタログを研究した。兄の発見を記録し、星図をみて取り組むべき天体への手引きをした。翌朝には前の晩のメモを整理し、構成や星雲の位置を特定する計算を行った。カロラインの補助がなければウィリアムの効率よい作業は実現しなかった。それまでメシエの天体カタログに記載されていた天体は100個ほどだったが、その後20年間で兄妹は2400の新たな天体を観測し、位置を算出した。カロラインは天文学に必須の数学の習得が早かった。ウィリアムから望遠鏡の使用法を教わり、小型の望遠鏡を与えられると、1783年末までに新たな天体を100個発見した
1786年春、兄妹はイングランド南部のスラウに移住した。1786年7月、ウィリアムはゲッティンゲン天文台にジョージ3世からの資金と命令でつくった望遠鏡を届けるためドイツに出かけた。兄の留守中、カロラインはひとりで研究に没頭した。8月2日には筆記帳に前夜発見した彗星のことを書いている。

### 独立
1786年、兄が結婚するとカロラインは自分だけの家を建てることにした。自活するために国王に願い出て俸給が認められた。ジョージ3世から助手としての報酬を得るようになり、1787年10月、生まれて初めて自分の仕事への対価となる12ポンド10シリングを受け取った。1年間に50ポンドを死ぬまで支給されることになり、イギリスで科学的な仕事で公的な報酬を得た最初の女性となった。兄の収入の1/4だったが、当時のイングランドでは高給の女性家庭教師の給料の2倍相当だった。
自らも小型のニュートン式望遠鏡で天空を眺め、そのなかで1783年に3つの星雲を発見し、1786年から1797年の間に8つの彗星を発見した。その中にはエンケ彗星など最初の発見者でないものも含まれているが、彗星を発見した最初の女性となった。1797年にフラムスティードの星図に記載されていない561の恒星を含む星表を発表した。
フランスの天文学者ジェローム・ラランドと手紙で交流した。ウィンザー城での食事会にたびたび招かれ、王室の子どもたちに天文学研究の説明をした。1799年、グリニッジ天文台からの招聘を受けた。

### 晩年
1822年にウィリアム・ハーシェルが没するまで研究を手伝い続け、兄の死後ハノーファーに戻った。1828年にウィリアムが1800年以降に発見した2500の星雲の正確な座標を計算し種類別に分類してカタログを完成させた。1828年に王立天文学会ゴールドメダルを受賞した。ヨーロッパ中から訪問者がある著名人となり、1832年にニコロ・パガニーニと会った。1835年にメアリー・サマヴィルとともに王立天文学会初の女性会員に選ばれた。1838年、アイルランド王立アカデミーがカロラインを名誉会員とした。1846年にはプロイセン王フリードリヒ・ヴィルヘルム4世から科学金賞が授けられた。
1848年、カロラインはハノーファーで97年の生涯を閉じた。

## 顕彰
小惑星 (281) ルクレティアはカロライン・ハーシェルの功績を記念して彼女のセカンド・ネームから命名された。月のクレーターC・ハーシェルも彼女の功績により命名された。